# Laird Barron
Laird Samuel Barron (Palmer (Alaska), 1970) es un escritor y poeta estadounidense, gran parte de cuya obra se inscribe en el género del terror, el género negro y la fantasía oscura. También ha sido redactor jefe de la revista literaria en línea Melic Review. Actualmente vive en el norte de Nueva York.

## Primeros años
El autor pasó sus primeros años en Alaska. Barron ha descrito las circunstancias de su juventud como muy duras, debido a que su familia solía vivir en regiones aisladas y a menudo en situación prácticamente de pobreza. En Alaska, Barron participó tres veces, a lo largo de la década de 1990, en la carrera de trineos denominada Iditarod, y trabajó en barcos de pesca en el Mar de Bering.

## Carrera literaria
En 1994, abandonó esas actividades, mudándose a Washington; poco después empezó a escribir poesía, formando parte muy activa en los círculos literarios de la ciudad. Inició la publicación de una serie de diarios en línea y, finalmente, entró como redactor jefe en Melic Review. Su debut profesional como narrador se produjo en 2001, cuando Gordon Van Gelder publicó el relato "Shiva, Open Your Eye" en el número de septiembre de The Magazine of Fantasy & Science Fiction. Su primer libro de cuentos se publicó en 2007, a cargo de Night Shade Books, con el título de The Imago Sequence & Other Stories.
Barron ha declarado a veces su devoción por las revistas pulp, por el western y por el cine negro clásico, y su trabajo normalmente combina elementos de alguno de estos géneros con la intrusión de lo sobrenatural u horrible. El escritor en cierta ocasión se refirió a La Biblia como "la más grande historia de terror jamás contada".
Además de The Magazine of Fantasy & Science Fiction, las obras de Barron han aparecido en SCI FICTION, Inferno: New Tales of Terror and the Supernatural, Lovecraft Unbound, Black Wings: New Tales of Lovecraftian Horror, y en The Del Rey Book of Science Fiction and Fantasy. También se han reimpreso en las mejores antologías anuales del género de terror, siendo nominadas para diversos premios.
En 2007 y 2010 fue ganador del premio Shirley Jackson Award por sus colecciones The Imago Sequence and Other Stories y Occultation and Other Stories. Mysterium Tremendum ganó dicho premio en 2010 a la mejor novela corta. Barron fue candidato igualmente en 2009 por su novela corta Catch Hell. Fue asimismo nominado para los premios Crawford Award, Sturgeon Award, International Horror Guild Award, World Fantasy Award, Bram Stoker Award y el Locus Award.
Su segunda novela, The Croning, fue publicado en 2012 por la editora Night Shade Books.
En español
La editorial Valdemar publicó en 2014 la novela de Barron The Croning, como El Rito. Un crítico ha definido las influencias sobre esta obra, del que define como «uno de los mejores escritores del terror actual», con las siguientes palabras: «Lovecraft, sí, pero también Howard, Bram Stoker en "La guarida del Gusano Blanco" o Stephen King (con uno de sus mejores relatos, "Los misterios del gusano"). Es una larga tradición a la que Barron se apunta, y lo hace convirtiéndose automáticamente en uno de sus máximos exponentes. Pero si bien escribe sobre temas que habrían encajado perfectamente en la Weird Tales, Barron está muy lejos de la mojigatería de H. P. Lovecraft; esto es pulp de nuestra era, gore cuando debe serlo, sexual cuando conviene, convincente». 
Un relato de Barron, "El Broadsword", había aparecido en la antología lovecraftiana de esta misma editorial titulada Alas tenebrosas.
El libro "True Detective". Antología de lecturas no obligatorias, de la editorial Errata Naturae (2014) recoge asimismo un relato largo de Barron: "Más oscuridad". Sobre dicho relato, el estudioso Iván de los Ríos escribe: «[...] además de ser un relato extraordinario, vivió en su día su pequeña historia de amor con Nic Pizzolatto: es el texto a través del cual el creador de True Detective descubrió a uno de los referentes filosóficos para la serie y para las escritura de los cuatrocientos cincuenta folios que, como material preparatorio, redactó detallando la historia de Rust Cohle. Hablamos, por supuesto, de Thomas Ligotti, en cuyo honor escribe Barron "Más oscuridad", uno de cuyos protagonistas, L., es un trasunto del filósofo y escritor norteamericano».

### Novelas
- The Wind Began to Howl, Bad Hand Books 2023
- Worse Angels, G.P. Putnam's Sons 2020
- Black Mountain, G.P. Putnam's Sons 2019
- Blood Standard, G.P. Putnam's Sons 2018
- The Croning, Night Shade Books 2012
- The Light is the Darkness, Bloodletting Press 2011

### Libros de cuentos
- Not a Speck of Light  Bad Hand Books 2025
- Swift to Chase  JournalStone 2016
- A Little Brown Book of Burials Borderlands Press 2015
- The Beautiful Thing That Awaits Us All, Night Shade Book 2013
- Occultation, Night Shade Books 2010
- The Imago Sequence & Other Stories, Night Shade Books 2007; Trade paperback 2009

### Antologías que recogen sus obras
- Nightmare Carnival Dark Horse 2014
- Fearful Symmetries Chizine Publications 2014
- A Mountain Walked Centipede Press 2014
- Gigantic Worlds Gigantic 2014
- Lovecraft's Monsters Tachyon 2014
- The Cutting Room Tachyon 2014
- The Year's Best Dark Fantasy & Horror 2013 edition Prime Books 2014
- The Best Horror of the Year 6 Night Shade Books 2014
- Tales of Jack the Ripper Word Horde 2013
- Suffered from the Night Lethe Press 2013
- Blood Type: An Anthology of Vampire SF on the Cutting Edge Nightscape Press 2013
- Shades of Blue & Gray Prime Books 2013
- The Best Horror of the Year 5 Night Shade Books 2013
- The Year's Best Dark Fantasy & Horror 2012 ed Prime Books 2013
- The Mad Scientist's Guide to World Domination 2013
- Dark Faith 2 Apex Books 2012
- Heiresses of Russ Lethe 2012
- Ghosts: Recent Hauntings Prime Books 2012
- A Season in Carcosa Miskatonic River Press 2012
- The Book of Cthulhu 2 Night Shade Books 2012
- Fungi Innsmouth Free Press 2012
- The Best Horror of the Year 4 Night Shade Books 2012
- Horror For Good: A Charitable Anthology (Volume 1) Cutting Block Press 2012
- The Year's Best Dark Fantasy & Horror 2011 ed Prime 2011
- The Book of Cthulhu Night Shade Books 2011
- Blood & Other Cravings Tor 2011
- Ghosts by Gaslight HarperCollins 2011
- Supernatural Noir Dark Horse 2011
- The Best Horror of the Year 3 Night Shade Books 2011
- New Cthulhu Prime Books 2011
- Creatures Prime Books 2011
- Wilde Stories 2011 Lethe 2011
- Wilde Stories 2010 Lethe 2010
- Haunted Legends Tor Books 2010
- Cthulhu's Reign DAW Books 2010
- The Best Horror of the Year 2 Night Shade Books 2010
- Black Wings PS Publishing 2010
- Lovecraft Unbound Dark Horse Comics 2009
- The Best Horror of the Year 1 Night Shade Books 2009
- Poe Solaris 2009
- The Year's Best Fantasy & Horror 21 2008
- Clockwork Phoenix Norilana Press 2008
- Year's Best Fantasy 8 Tachyon 2008
- The Del Rey Book of Science Fiction & Fantasy Del Rey 2008
- Jack Haringa Must Die! 2008
- Inferno Tor 2007
- Year's Best Fantasy 7 Tachyon 2007
- Trochu divné kusy 2 2006
- Fantastyka Number 4 2006
- The Year's Best Fantasy & Horror 19 St. Martin's 2006
- Horror: Best of 2005 Prime 2006
- Fantasy: Best of 2005 Prime 2006
- Year's Best Fantasy 6 Tachyon 2006
- The Year's Best Fantasy & Horror 18 St Martin's 2005
- The Three-Lobed Burning Eye Annual Volume No. 2 Legion Press 2005
- The Year's Best Fantasy & Horror 17 St Martin's 2004

### Cuentos
- "Rex" Gigantic Worlds 2015
- "Andy Kaufman Creeping through the Trees" Autumn Cthulhu 2015
- "The Cyclorama" Licence Expired 2015
- "The Blood in My Mouth" The Madness of Cthulhu 2015
- "Strident Caller" Whispers from the Abyss 2 2015
- "49 Foot Woman Straps it On" Protectors 2 2015
- "Fear Sun" Innsmouth Nightmares 2015
- "We Smoke the Northern Lights" The Gods of H.P. Lovecraft 2015
- "In a Cavern, in a Canyon" Seize the Night 2015
- "Don't Make Me Assume My Ultimate Form" Cthulhu Fhtagn! 2015
- "Ears Prick Up" SQ Mag Edition 18 2015
- Man with No Name A Mountain Walked 2014
- "Screaming Elk, MT" Nightmare Carnival 2014
- "Rex" Gigantic Worlds 2014
- "the worms crawl in," Fearful Symmetries 2014
- "The Beatification of Custer Poe" Shades of Blue & Gray 2013
- "Ardor" Suffered from the Night 2013
- "Black Dog" Halloween: Mystery, Magic & the Macabre 2013
- "Slave Arm" Blood Type: An Anthology of Vampire SF on the Cutting Edge 2013
- "Nemesis" Primeval 2013
- "Termination Dust" Tales of Jack the Ripper 2013
- "LD50" Weaponized 2013
- "Blood & Stardust" The Mad Scientist's Guide to World Domination 2013
- "Jaws of Saturn" The beautiful Thing That Awaits Us All 2013
- "a strange form of life" Dark Faith 2 2012
- "More Dark" The Revelator 2012
- "Frontier Death Song" Nightmare Magazine 2012
- Hand of Glory The Book of Cthulhu 2 2012
- "D T," A Season in Carcosa 2012
- "Gamma," Fungi 2012
- "The Men from Porlock," The Book of Cthulhu (Night Shade Books) 2011
- "The Carrion Gods in Their Heaven" Supernatural Noir 2011
- "The Siphon," Blood & Other Cravings 2011
- "Blackwood's Baby," Ghosts by Gaslight 2011
- The Broadsword, Black Wings 2010
- "Six Six Six," Occultation 2010
- Mysterium Tremendum, Occultation 2010
- "--30--," Occultation 2010
- "Vastation," Cthulhu's Reign 2010
- "The Redfield Girls," Haunted Legends 2010
- "Catch Hell," Lovecraft Unbound 2009
- "Strappado," Poe 2009
- "The Lonely Death of Agent Haringa," Kill Jack Haringa 2008
- "Occultation," Clockwork Phoenix 2008
- "The Lagerstätte," Del Rey Book of Science Fiction & Fantasy 2008
- "The Forest," Inferno 2007
- Procession of the Black Sloth, The Imago Sequence & Other Stories 2007
- "The Royal Zoo is Closed," Phantom # Zero 2006
- Hallucigenia, The Magazine of Fantasy & Science Fiction 2006
- "Parallax," SCI FICTION 2005
- The Imago Sequence, The Magazine of Fantasy & Science Fiction 2005
- "Proboscis," The Magazine of Fantasy & Science Fiction 2005
- "Bulldozer," SCI FICTION 2004
- "Old Virginia," The Magazine of Fantasy & Science Fiction 2003
- "Shiva, Open Your Eye," The Magazine of Fantasy & Science Fiction 2001
- "Hour of the Cyclops," Three-Lobed Burning Eye 2000

### Otros escritos
- "Diabolus Knocks." Foreword to The Case Against Satan Ray Russell, Penguin Classics edition 2015
- "May Bury You." Essay for Weird Fiction Review 2014
- "Dig My Grave." Introduction to Burnt Black Suns by Simon Strantzas 2014
- "Waking the Titans." Introduction to Ana Kai Tangata by Scott Nicolay 2014
- "Shine On, Dark Star." Michael Shea tribute for Locus 2014
- "No Form Is Eternal." Michael Shea tribute for Lightspeed Magazine 2014
- "Eye of the Raven." Foreword for The New Black 2014
- "Babes in the Wilderness." Essay for Nightmare Magazine 2013
- "In the Shadows of the Pines." Afterword to The Collected Stories of Karl Edward Wagner by Centipede Press 2011
- "Beyond Love, Sex, and the Heat Death of the Universe." Introduction to Engines of Desire, by Livia Llewellyn 2011
- "Calling into the Darkness." Publishers Weekly essay 2010
- "Heart of the North." Introduction to Ballad of the Northland by Jason Barron 2010
- "Death's Head Blues." Introduction to Sin & ashes by Joseph S. Pulver Hippocampus 2010
- "No Escape." Introduction to The Ones that Got Away by Stephen Graham Jones Prime Books 2010
- "Stalking Through the Jungles of Night." Afterword to limited edition of Peter Straub's Koko Centipede Press 2010
- "Vistas of Evil Splendor." Introduction to The Darkly Splendid Realm by Richard Gavin Dark Regions Press 2009
- "Dark Star: The Michael Shea Experience." An introduction to The Autopsy & Other Tales, Centipede Press, 2008
- "Twenty-First Century Ghosts." Essay for Locus, May 2007
- "Quietly, Now." Essay for Erobos: The New Darkness #1, Summer 2007